# 四川外国语大学
29°34′28″N 106°25′56″E / 29.57444°N 106.43222°E
四川外国语大学（英文：Sichuan International Studies University）位于中國重庆市，始建于1950年4月，简称川外（SISU），是一所全日制普通本科院校，是西南地区外语和涉外人才培养以及外国语言文化、对外经济贸易、国际问题研究的重要基地。原是中国人民解放军西南军政大学俄文训练团，1959年更名四川外语学院，2013年1月经教育部核准正式更名为四川外国语大学，并被国务院学位委员会批准为博士学位授予单位。是外交部录取公务员的全国八个考点之一。
著名校友包括邓正来、刘小枫、张枣等学者与作家。由于历史原因，原重庆市属四川管辖，所以学校在先前命名时使用“四川”字样，在重庆市直辖后考虑到原校名已被广泛使用且具有一定影响力，遂继续沿用。

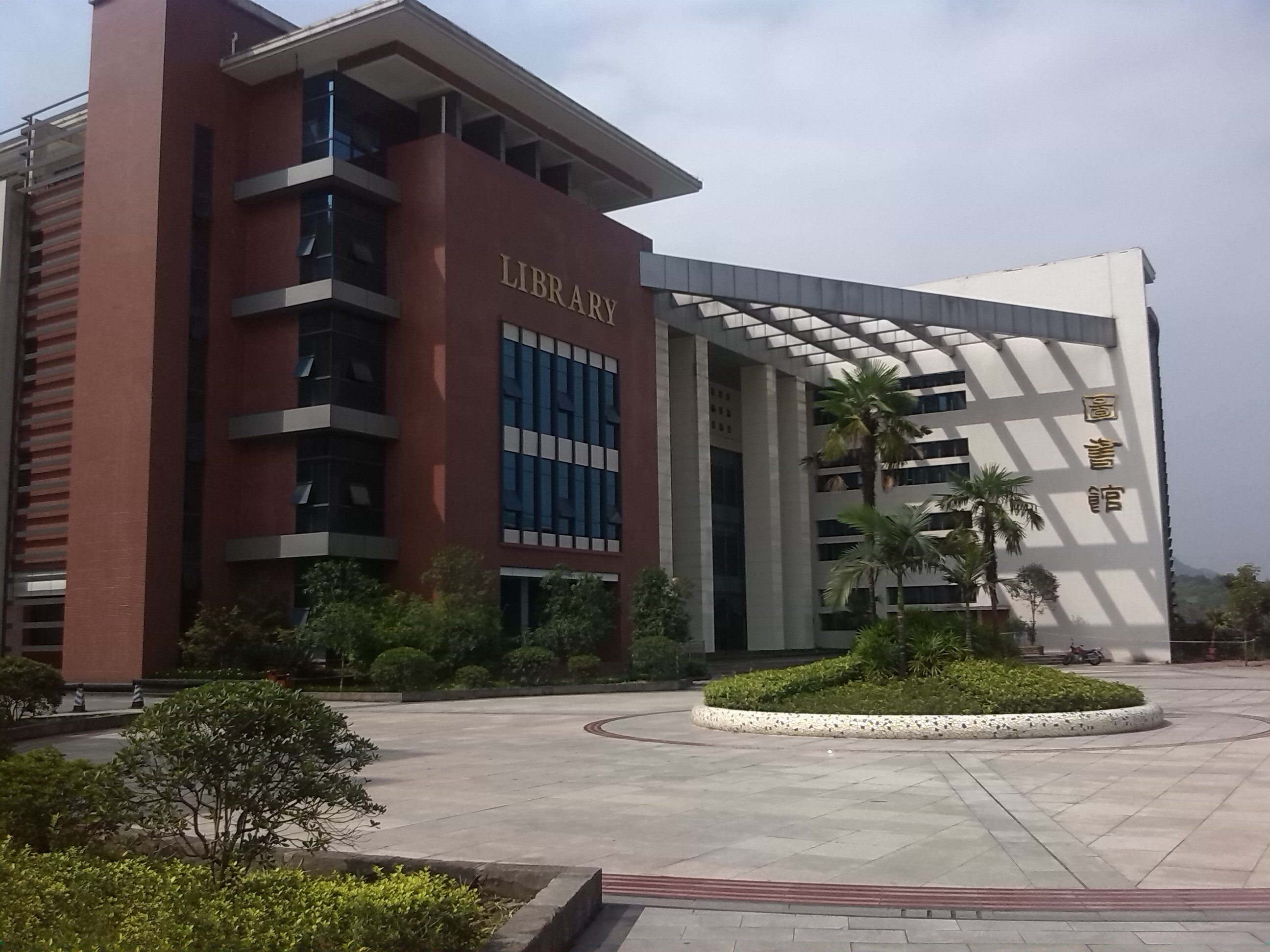
图书馆

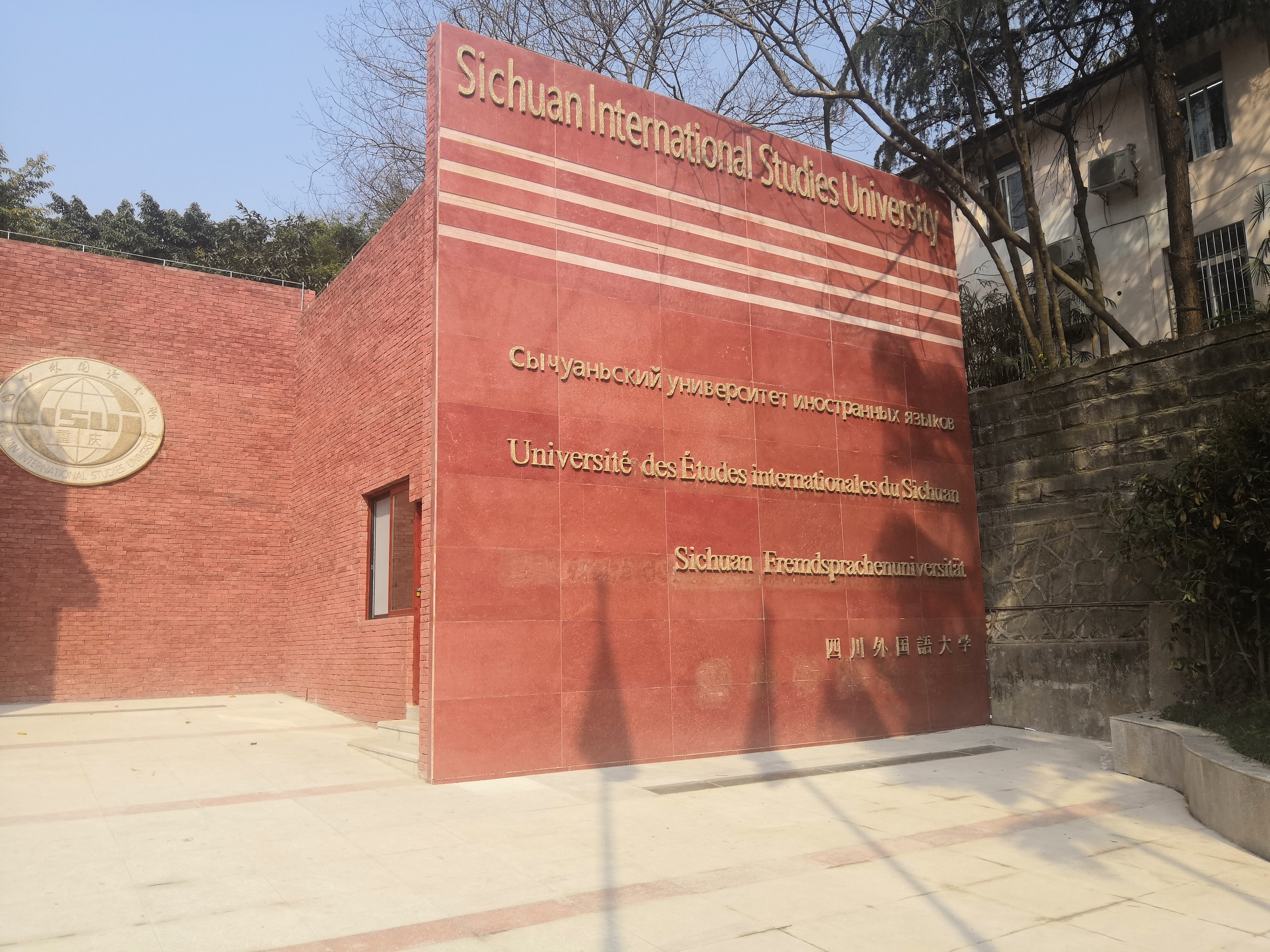
校门

## 历史沿革
川外的发展自创立之始历经了6个不同的历史时期： 1950年4月，在邓小平等中共领导人的关切下，成立了原中国人民解放军西南军政大学俄文训练团、历经解放军第二高级步兵学校俄文大队（1951年1月）、西南人民革命大学俄文系（1952年11月）、西南俄文专科学校（1953年3月）、四川外语学院（1959年5月），2013年4月，更名为四川外国语大学。

### 大事记
- 1950年3月，根据中央关于培养俄语干部的指示，西南军区作出决定组建俄文训练团。
- 1951年1月，西南军大改建为中国人民解放军第二高级步兵学校，俄文训练团改为附设俄文大队，直属校部领导。
- 1953年5月21日，西南俄文专科学校正式成立。
- 1954年10月，西南高等教育管理局随西南军政委员会的撤销而撤销，学校改属中央高等教育部领导。
- 1959年5月25日，为适应我国大规模的经济建设和文化建设事业的发展，满足中等学校普遍开设外语课程的迫切需要和对外经济文化联系日益增多的需要，四川省人民委员会决定西南俄文专科学校改为四川外语学院，设四年制俄语专业和英语专业，并陆续开设法语、德语专业。郭沫若同志为学院题写院名。
- 1963年:5月，由于专业增多，招生人数扩大，校舍不足，经四川省高教局决定，暂借北碚歇马场农机校校舍使用。学校决定英语系(包括法语、德语专业)迁该址上课。9月，根据教育部计划，四川省决定成立重庆外国语学校。学生从小学三年级招起。外语语种有俄语、英语，按教育部《关于开办外国语学校的通知》，川外被指定为接受外国语学校毕业生的十二所高等学校之一。
- 2013年: 更名为四川外国语大学。
- 2020年12月18日，经中华人民共和国教育部批准，原由四川外国语大学管理的独立学院四川外国语大学重庆南方翻译学院脱离该校管理，并转设为民办普通高等学校重庆外语外事学院，由乐贤教育咨询（赣州）有限公司全资持有[3]。

## 校园环境
学校背靠歌乐，面临嘉陵，校园呈梯级向歌乐山延伸，绿树成荫，环境幽雅，景色秀丽，是重庆市政府命名的园林式单位和重庆市著名的和谐生态型校园，是大山城中的迷你山城。

## 学科专业
学校有全日制本科、硕士和博士研究生教育、留学生教育、继续教育及强化培训等多形式、多层次的办学体系，设有21个院系、2个独立学院和1所附属中学。学校开设有41个本科专业，其中外语专业18个（16个外语语种），面向全国29个省、自治区、直辖市招收本科生，现有全日制在校生14921人，其中全日制本科生13179人。本科生和研究生就业率始终保持在90%以上。
学校以外国语言文学学科为主，文学、经济学、管理学、法学、教育学、哲学、艺术学等多学科协调发展。学校拥有博士学位授权一级学科1个，含二级学科13个；有硕士学位授权一级学科5个，含二级学科49个；有专业硕士学位授权类别6个，含45个专业硕士学位授权领域。学校现有1个省级一流学科、5个省级重点学科、4个国家级特色专业建设点、8个省级特色专业建设点、2个省级一流专业；有1个国家级综合改革试点专业、2个省级综合改革试点专业；有12个重庆市“三特行动计划”项目特色专业、3个特色学科专业群。

## 师资队伍
学校现有教职工1228人，专任教师825人，其中教授、副教授占师资总数的44.85%，具有博士学位的教师占师资总数的31.52%。学校现有享受国务院特殊津贴专家4人，全国优秀教师、优秀教育工作者3人，教育部外语专业指导委员会委员6人，省部级有突出贡献专家3人，省级学术技术带头人及后备人选10人，重庆市“教学名师”“教书育人楷模”“十佳教师”“优秀教师”“优秀教育工作者”“师德先进个人”等荣誉称号16人次，“322重点人才工程”二层次人才3人，“高校优秀人才支持计划”入选者5人，“高校中青年骨干教师”及“高校青年骨干教师资助计划”人选24人次。现有全国一级学会、二级学会会长和副会长8人次。

## 国际合作
学校与22个国家或地区的77所大学建立了校际合作与交流关系，开展交流项目94个。每年派往国外学习与交流的学生400余人，来校学习的外国留学生近400人。学校是法语国家大学协会（AUF）正式会员单位；学校与国外政府及教育机构合作设立法语联盟、歌德语言中心、塞万提斯语言中心、意大利语中心、俄语中心、法国图卢兹大学联合体驻中国办事处等涉外教育与文化交流机构；与俄罗斯下诺夫哥罗德国立语言大学和多哥洛美大学联合举办孔子学院；与澳大利亚纽卡斯尔大学合作开设中外合作办学商务英语本科双文凭项目。学校与22个国家或地区的77所大学建立了校际合作与交流关系，开展交流项目94个。每年派往国外学习与交流的学生400余人，来校学习的外国留学生近400人。

## 办学条件
学校占地71公顷，分为山下校区（老校区）和山上校区。山下校区包含培英楼（教学楼）、宏文楼（教学楼、语言考试）兰苑宿舍、山下食堂、快乐食间、校医院等。山上校区包含西区教学楼、图书馆、办公楼、松苑宿舍、锦绣楼、快乐食间（食堂）、操场等。教学设施完备，有西南地区最完善的外语教学多媒体教室、语音实验室、同声传译实验室、笔译实验室、商务实战模拟实验室、传播技能综合实验室、中介语语料库实验室、重庆市外交外事实验中心等。学校图书馆藏有外国语言文学原版图书、人文社科、经济管理等各类纸质图书113万册、电子图书227万册，中外文纸质报刊967种、电子期刊42753种。

## 社会服务
学校志愿者为北京奥运会、上海世博会、广州亚运会、重庆智博会、中国共产党与世界对话会、2018年俄罗斯世界杯等众多国际大型活动和重庆市外事活动提供接待、翻译、联络、协调、礼仪、向导等服务。

## 独立学院
- 四川外国语大学成都学院

## 交通路线
四川外国语大学位于重庆市沙坪坝区烈士墓。可以乘坐821路（重庆北站-杨家山）或210路（菜园坝火车站-白公馆）于川外站下车，即可直达学校正门。最近的轨道交通站点是重庆轨道交通1号线的烈士墓站。学校与西南政法大学老校区相邻。